# Psychotria elmeri
Psychotria elmeri är en måreväxtart som beskrevs av Elmer Drew Merrill. Psychotria elmeri ingår i släktet Psychotria och familjen måreväxter. Inga underarter finns listade i Catalogue of Life.